# Modrová

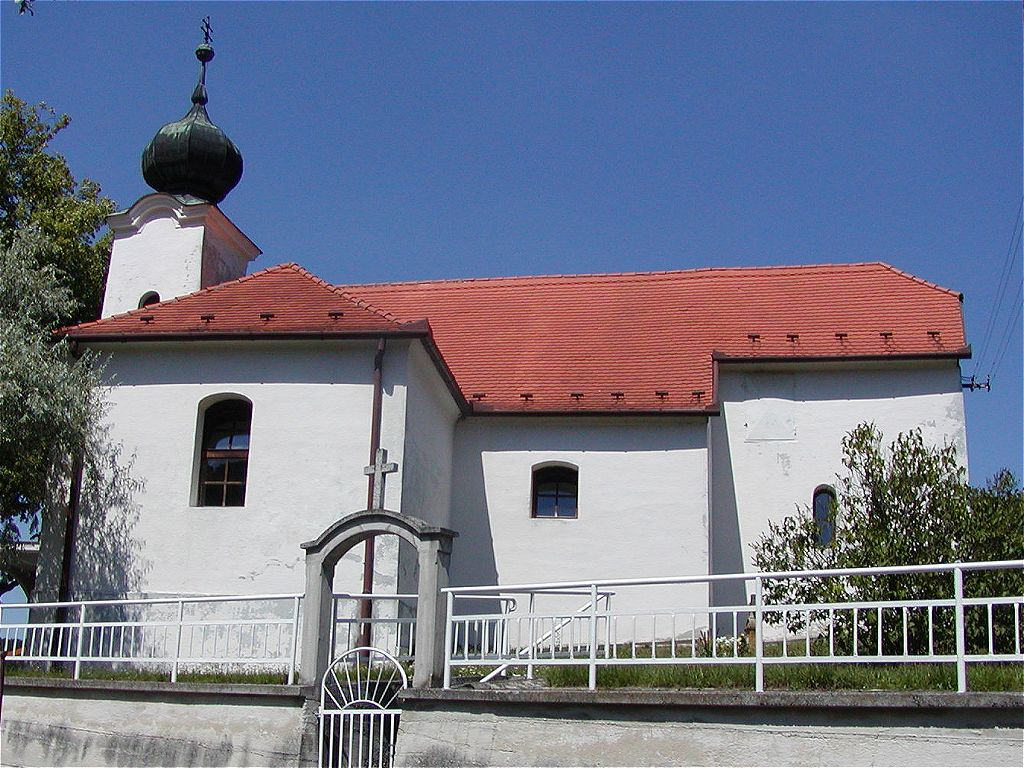
Modrová

Modrová (Hongaars: Nagymodró) is een Slowaakse gemeente in de regio Trenčín, en maakt deel uit van het district Nové Mesto nad Váhom.
Modrová telt 526 inwoners.